# Пересказательное наклонение
Пересказательное наклонение (лат. ренаратив) — наклонение в некоторых языках, которое используется для передачи чужих слов.
Присутствует оно в латышском и болгарском языках.
Пример из болгарского языка:

1) Слънцето изгря. (Солнце взошло.)
Это прошедшее время, изъявительное наклонение;
означает, что говорящий сам увидел восход солнца.

2) Слънцето изгряло. (Солнце взошло.)
Это прошедшее время, пересказательное наклонение;
означает, что говорящий не увидел восход солнца, а сообщает о нём чужими словами.

3) Слънцето е изгряло. (Солнце взошло.)
Это перфект (болг. ‘минало неопределено време’), изъявительное наклонение;
означает, что говорящий не увидел восход солнца, не сообщает о нём чужими словами, а сам делает вывод на основе своих наблюдений (скажем, вон светло).